# Professor Créghel
Professor Créghel is een Nederlandse stripreeks geschreven door A. Goosen met tekeningen van Carol Voges met het gelijknamige personage in de hoofdrol. De strip verscheen oorspronkelijk van 1947 tot 1949 in het Rotterdammer Kwartet. Dit was een samenwerkingsverband van de kranten De Rotterdammer, Nieuwe Haagsche Courant, Nieuwe Leidsche Courant en Dordtsch Dagblad. 
De verhalen zijn later gedeeltelijk herdrukt in de kranten Zeeuwsche Courant en de Stichtse Courant.

## Verhalen

### Lange verhalen
Er zijn in totaal acht lange verhalen van professor Créghel verschenen, waarvan er vijf later in boekvorm verschenen zijn. De verhalen hadden geen titel in de kranten. Onderstaande titels komen van de boekuitgaven. Sommige verhalen zijn bij herpublicatie hernummerd. Zo is verhaal 3 in de Zeeuwse Courant genummerd van 1-3 tot 60-3, verhaal 6 van 1-6 tot 81-6 en verhaal 7 van 1-7 tot 61-7. Ook in de boekuitgaven uit 1976 zijn de afleveringen hernummerd.
1. [zonder titel] - afl. 1-45 (22 juli 1947 - 15 september 1947);
2. De bedriegers - afl. 46-108 (16 september 1947 - 27 november 1947);
3. Bij de indianen - afl. 109-168 (28 november 1947 - 11 februari 1948);
4. De katmannen - afl. 169-225 (12 februari 1948 - 20 april 1948);
5. [zonder titel] - afl. 226-287 (21 april 1948 - 5 juli 1948);
6. De overval - afl. 288-368 (6 juli 1948 - 11 oktober 1948);
7. [zonder titel] - afl. 369-429 (12 oktober 1948 - 24 december 1948);
8. [zonder titel] - afl. 430-542 (27 december 1948 - 12 mei 1949).

### Korte verhalen
Op 2 december 1947 is een kort verhaal verschenen onder de titel Professor Créghel op Pakjesavond. Inclusief omringende illustraties en advertenties beslaat dit verhaaltje één krantenpagina.

## Albums
Er zijn twee reeksen boekuitgaven verschenen:
- De uitgever van bovengenoemd Rotterdams Kwartet, Christelijk Nationale Dagbladen, heeft in 1950 de eerste twee verhalen in twee boekjes uitgegeven.
- Uitgeverij De Eekhoorn heeft in 1976 vier verhalen in evenveel boekjes uitgebracht. Deze boekjes dragen de titels De overval (verhaal 6), De katmannen (verhaal 4), De bedriegers (verhaal 2) en Bij de indianen (verhaal 3).

## Bewerking en merchandising
Op 18 mei 1949, dus enkele dagen na beëindiging van het laatste verhaal, is er door kinderkoor Ex animo een toneelstuk (de Nieuwe Leidsche Courant van 13 mei 1949 spreekt van een "zangspel in drie bedrijven") over professor Créghel opgevoerd onder de titel Het avontuur van koning Goedhart en professor Créghel.
Behalve deze boekuitgaven is door de Christelijk Nationale Dagbladen ook een kalender gepubliceerd voor het jaar 1948, met één maand per pagina. Op elke pagina staat een zwart-witillustratie met de professor erin. Aan de kalender was een kleurwedstrijd verbonden.